# Francesca Pometta
Francesca Pometta (24 de junho de 1926 - 16 de março de 2016) foi uma diplomata suíça. Ela foi a primeira mulher a servir como diplomata pela Suíça.

## Biografia
Pometta nasceu em 24 de junho de 1926, em Genebra, na Suíça. O seu pai era Carlo Pometta, advogado e juiz, e a sua mãe era Monique Pfäffli. Ao terminar os seus estudos na Universidade de Lausanne, Pometta ingressou no Departamento Político Federal (DPF) da Suíça. De 1958 a 1960, Pometta trabalhou como escriturária para o DPF, antes de ser enviada para a embaixada da Suíça em Washington, D.C. .
Em 1966, Pometta foi nomeada observadora suíça das Nações Unidas na cidade de Nova York. Mais tarde, ela trabalhou na embaixada da Suíça em Roma antes de ser nomeada vice-directora do Departamento Federal de Relações Externas. Em 1975, Pometta tornou-se na primeira mulher suíça a alcançar a posição de ministra. De 1981 a 1987, ela serviu como chefe da missão suíça nas Nações Unidas, antes de ser nomeada embaixadora na Itália, Malta e San Marino. Pometta foi a primeira embaixadora da história da Suíça.
Em 1991, Pometta aposentou-se do serviço diplomático activo. Pometta dedicou a sua carreira pós-diplomática servindo no Comité Internacional da Cruz Vermelha de 1991 a 1996, e como membro de uma comissão internacional para fornecer ajuda às vítimas do Holocausto de 1997 a 2000.
Pometta retirou-se para a cidade suíça de Genthod. Em 16 de março de 2016, ela morreu de causas naturais aos 89 anos.